# César del públic
El César del públic és un premi cinematogràfic que atorga l'Acadèmia d'Arts i Tècniques Cinematogràfiques de França. El premi només s'ha entregat tres vegades, entre el 2018 i el 2020.
Els dos primers anys el premi s'atorgava directament a la pel·lícula francesa que hagués assolit més recaptació en taquilla l'any anterior. La creació del premi venia precedida per una polèmica amb el director Dany Boon i la seva pel·lícula Benvinguts al Nord, que l'any 2009 només va rebre una nominació (César al millor guió original), encara que havia estat un gran èxit a les sales. Tradicionalment les pel·lícules còmiques triomfen molt més popularment que als César.
Al 2020 l'Acadèmie va decidir canviar el procediment i es va passar a votar una de les cinc pel·lícules amb més guanys. D'aquesta manera es pretenia «representar tant l'elecció del públic com el vot dels professionals del cinema», va afirmar Alain Terzian, president de l'Acadèmia. L'elecció de Els miserables va significar la fi del premi.

## Palmarès
- Font: Pàgina oficial del premi.

### Dècada del 2010
| Any         | Títol original | Títol en català | Director | Pais |
| ----------- | -------------- | --------------- | -------- | ---- |
| 2018        |                |                 |          |      |
| Raid dingue | Raid dingue    | Dany Boon       | França   |      |
| 2019        |                |                 |          |      |
| Les Tuche 3 | -              | Olivier Baroux  | França   |      |

### Dècada del 2020
| Any                                        | Títol original                    | Títol en català                 | Director | Pais |
| ------------------------------------------ | --------------------------------- | ------------------------------- | -------- | ---- |
| 2020                                       |                                   |                                 |          |      |
| Les Misérables                             | Els miserables                    | Ladj Ly                         | França   |      |
| Qu'est-ce qu'on a encore fait au Bon Dieu? | Déu meu, però què t’hem fet… ara? | Philippe de Chauveron           | França   |      |
| Nous finirons ensemble                     | Petites mentides per estar junts  | Guillaume Canet                 | França   |      |
| Hors normes                                | Especials                         | Olivier Nakache i Éric Toledano | França   |      |
| Au nom de la terre                         | -                                 | Édouard Bergeon                 | França   |      |